# Acropolitissa
Acropolitissa (osobno ime nepoznato) je bila trapezuntska carica, supruga cara Mihaela. O njoj se zna veoma malo; nije poznato kada je rođena i kada je umrla.

## Obitelj
Acropolitissa je bila kći plemića znanog kao Georgije Akropolit (Đuro). Njezina majka je bila Marija Komnena Tornikina.
Mihael je oženio Acropolitissu te mu je ona rodila sina Ivana, koji je postao car Ivan III.
Bila je baka jednog unuka.